# 斯普洛耶桥

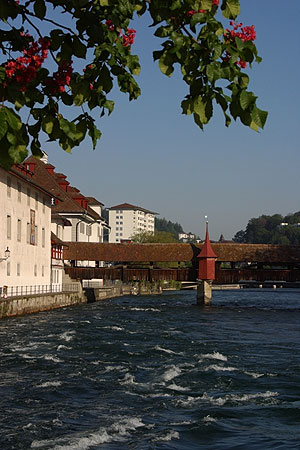
斯普洛耶桥

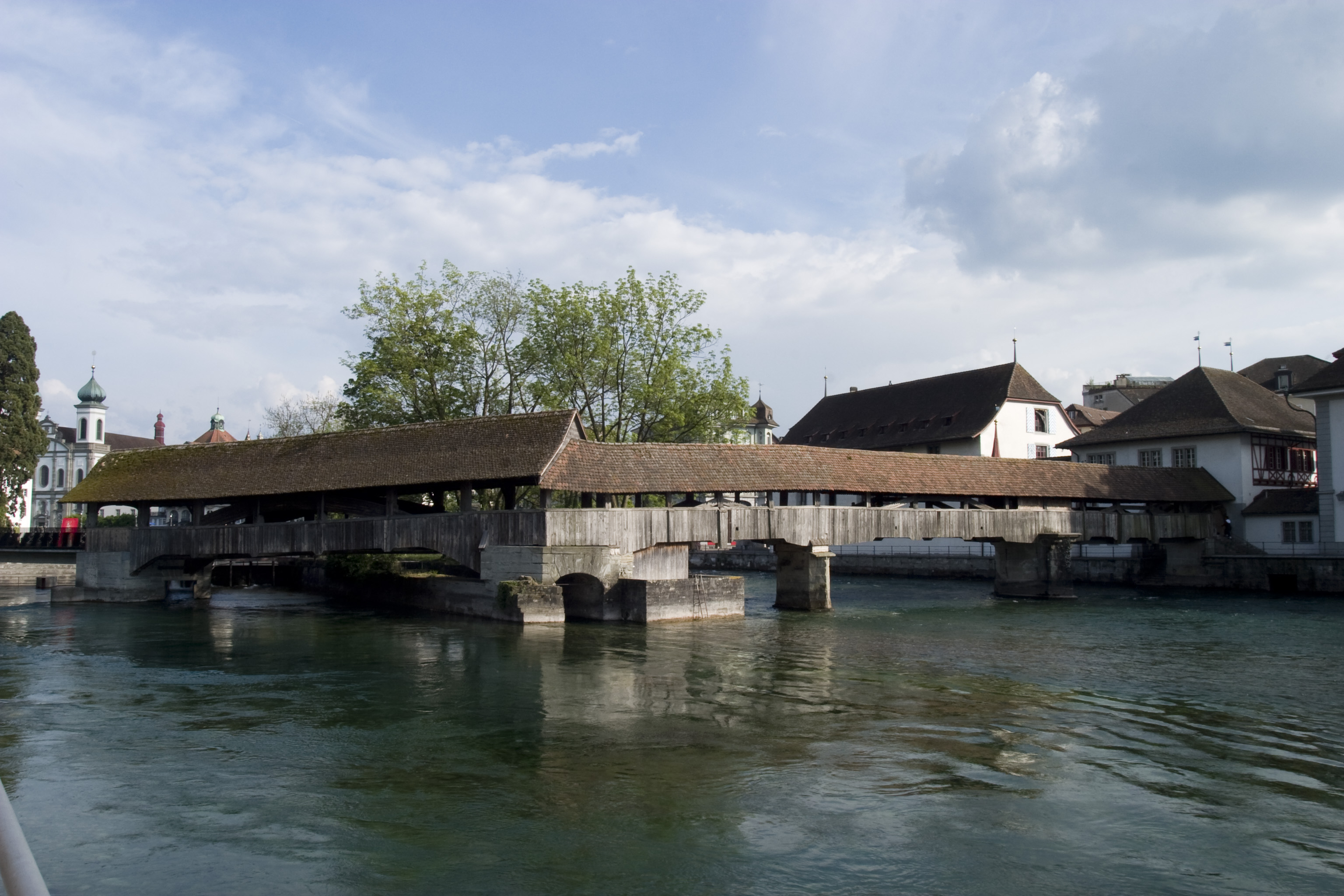
斯普洛耶桥

斯普洛耶桥（Spreuerbrücke）是瑞士卢塞恩的两座廊桥之一（另一座是卡贝尔桥），其历史可以追溯到1408年。

## 历史
13世纪，修建了第一座桥，连接罗伊斯河右岸与在河中间的磨坊。1408年完成通往左岸的部分。
1566年该桥毁于洪灾，随后和粮仓一起重建。
1626年到1635年，画家 Kaspar Meglinger 在桥上画了67幅“死亡之舞”系列画。这座桥也被称为“死亡之舞桥”。

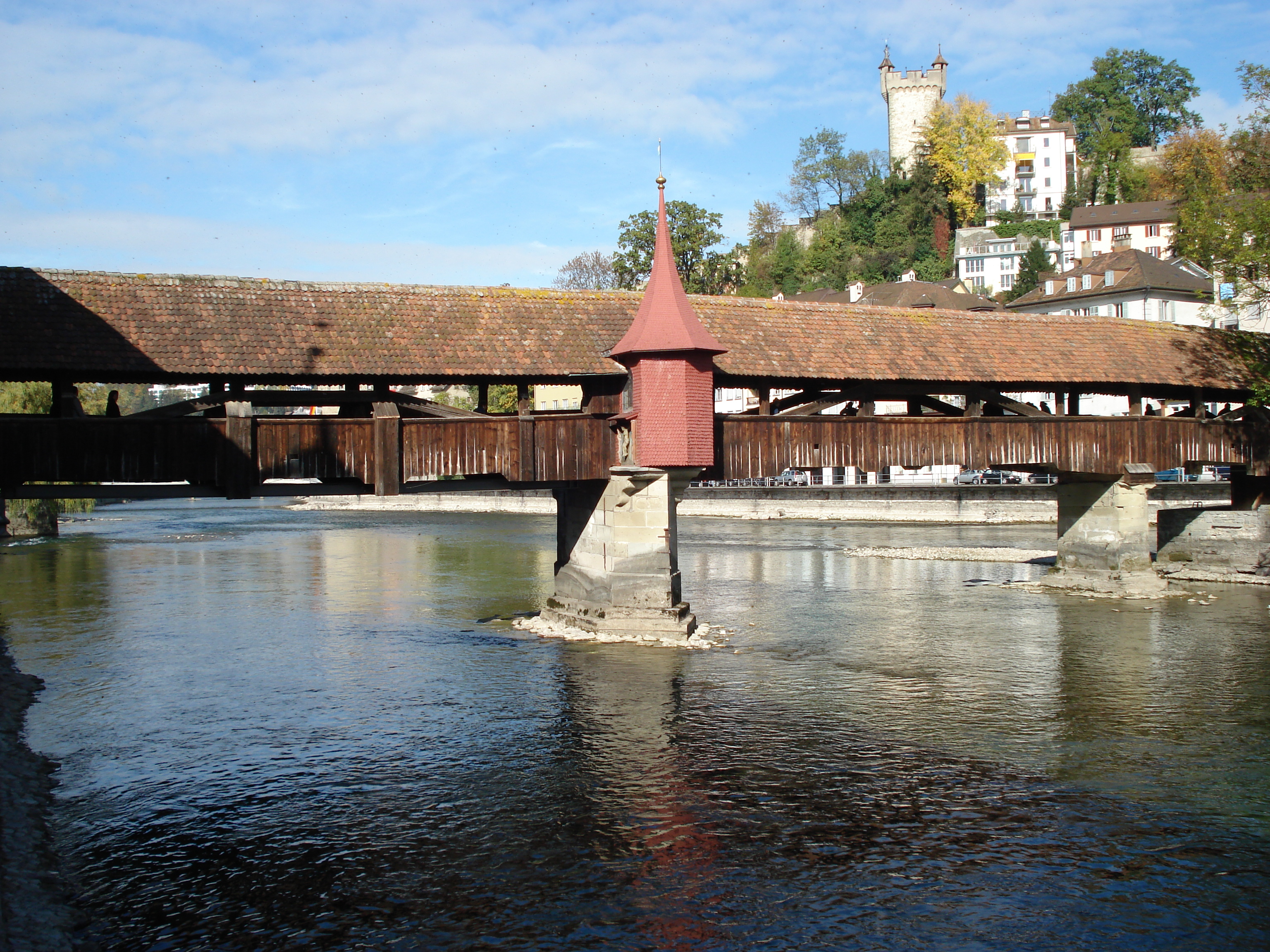
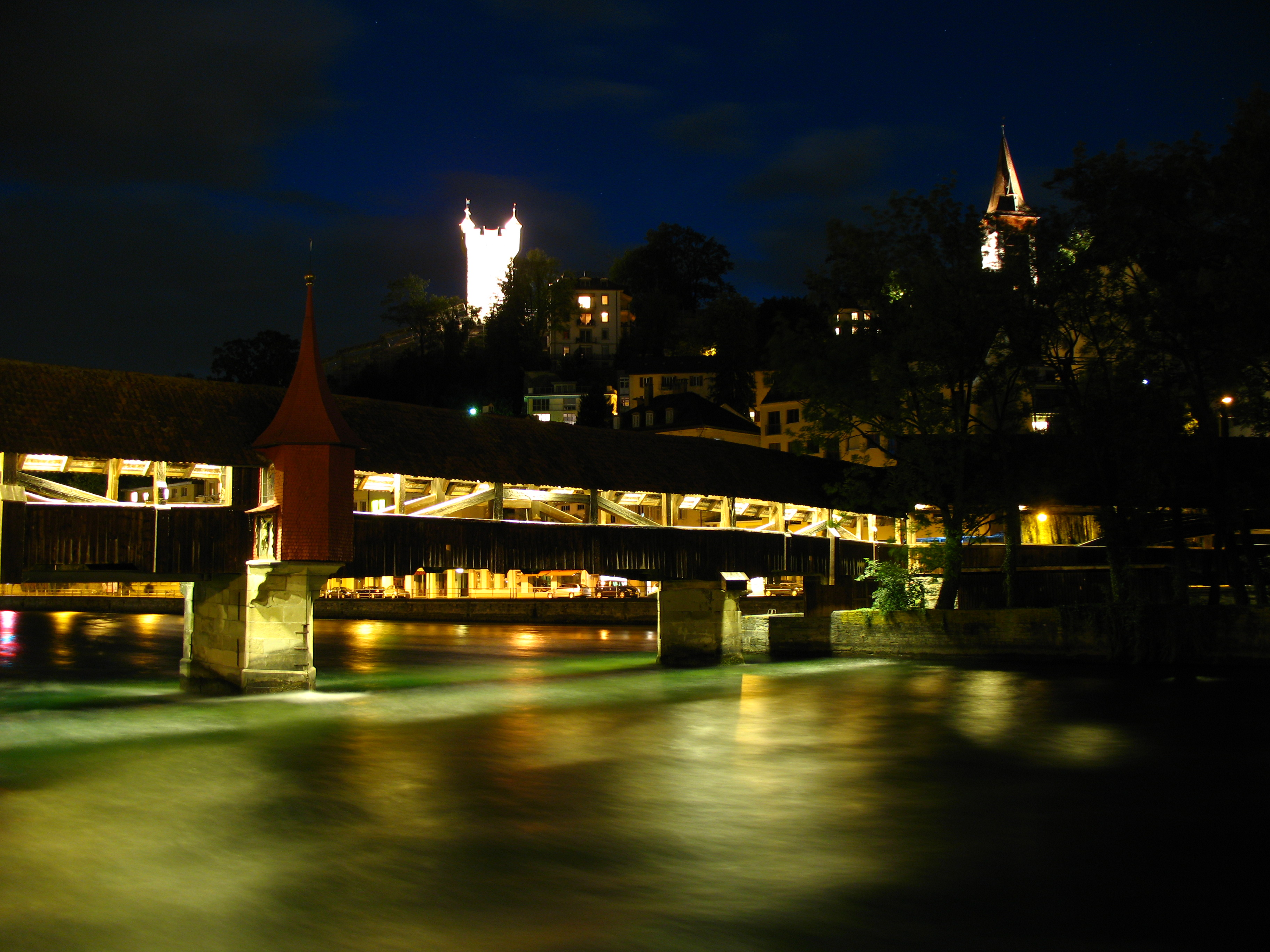